# Lijst van records en statistieken van FC Emmen
Hier staan verschillende statistieken en records van de Nederlandse profvoetbalclub FC Emmen vermeld.

## Statistieken

### Competitieresultaten 1986–2021
| 18 |

| 16 |

| 18 |

| 18 |

| 6 |

| 12 |

| 18 |

| 12 |

| 9 |

| 10 |

| 2 |

| 3 |

| 3 |

| 3 |

| 5 |

| 11 |

| 5 |

| 2 |

| 8 |

| 19 |

| 6 |

| 11 |

| 9 |

| 13 |

| 15 |

| 13 |

| 18 |

| 12 |

| 12 |

| 4 |

| 7 |

| 9 |

| 7 |

| 14 |

| 12* |

| 16 |

| 1 |

| 16 |

| - |

| Eerste divisie | Eredivisie |

In elke staaf van de grafiek staat van boven naar beneden vermeld: 
- Eindnotering

Dit is de positie die de club heeft bereikt in de competitie, zonder eventuele beslissings-, play-off- of nacompetitiewedstrijden die nodig zijn geweest om bijvoorbeeld de kampioen van de competitie te bepalen.
Indien een * achter het getal staat is de notering een tussenstand en kan het zijn dat de notering niet overeenkomt met de uiteindelijke eindstand van de competitie.
Staat er een - dan is het seizoen nog bezig en is er geen definitieve uitslag bekend.
Staat er xx op de positie van de notering, dan heeft de club vroegtijdig de competitie verlaten. Dit kan onder andere komen door terugtrekking van het team, faillissement van de club of door een uitgedeelde straf van de KNVB. In veel gevallen staat elders in het artikel de reden vermeld.
Staat er een ? dan is het resultaat uit het verleden onbekend, en is alleen de competitie of het niveau bekend van dat seizoen.
In de seizoenen 2019/20 en 2020/21 werd wegens de coronacrisis het amateurvoetbal afgebroken. Daardoor kennen deze staven geen eindklassering (middels -- weergegeven).
- Competitieniveau en afdelingsletter of Officiële eindstand Eredivisie
  - Competitieniveau en afdelingsletter

Hierbij geeft het getal het niveau weer, dat ook terug te vinden is in de legenda. De letter is de afdelingsaanduiding en wordt gebruikt wanneer er meer afdelingen zijn op hetzelfde niveau. De afdelingsletter is altijd een hoofdletter en wordt meestal zonder nummer gebruikt.
Voorbeeld: 2F is niveau 2e klasse competitie F.
Het competitieniveau en nummer wordt niet vermeld wanneer er slechts één competitie van dit niveau was.
  - Officiële eindstand Eredivisie (getal staat tussen haakjes vermeld)

Sinds de introductie van play-offwedstrijden voor Europees voetbal na afloop van de reguliere competitie in 2005/06, is de KNVB verplicht een eindstand van de Eredivisie door te geven aan de UEFA aan de hand van deze play-offwedstrijden.
Bij deze eindstand staan clubs die zich hebben gekwalificeerd voor Europees voetbal hoger dan clubs die zich niet wisten te kwalificeren. Indien er geen verschil was tussen de eindnotering en de officiële eindstand, staat dit getal niet vermeld.

- Onderafdeling

Hier staat afgekort de naam van de onderafdeling indien de club in dat jaar in een onderafdeling uitkwam. Tevens staat deze afkorting in de legenda en wordt gelinkt naar het artikel over deze onderafdeling. Deze afkorting wordt alleen vermeld wanneer de club in het verleden in verschillende onderafdelingen heeft gespeeld. Deze vermelding is in de staaf altijd in kleine letters. Deze onderafdelingen zijn na het seizoen 1995/96 afgeschaft. Heeft de club in slechts één onderafdeling gespeeld, dan is dit alleen terug te vinden in de legenda.
Onder de staaf staat het jaartal vermeld waarin het seizoen is afgesloten. 15 verwijst naar het seizoen 2014/15 of eventueel het seizoen 1914/15.
Wanneer een staaf leeg is, zijn deze gegevens niet bekend. Het kan ook zijn dat de club dat seizoen niet heeft meegespeeld op het hogere amateurniveau, vroegtijdig de competitie heeft verlaten of uit de competitie is gezet.

In het seizoen 1944/45 was er wegens de Tweede Wereldoorlog geen regulier competitievoetbal.
* Onvolledig seizoen (26 wedstrijden) in verband met coronacrisis.

### Eredivisie
| FC Emmen in de Eredivisie              | FC Emmen in de Eredivisie | FC Emmen in de Eredivisie | FC Emmen in de Eredivisie | FC Emmen in de Eredivisie | FC Emmen in de Eredivisie | FC Emmen in de Eredivisie | FC Emmen in de Eredivisie | FC Emmen in de Eredivisie |
| Wedstrijden                            | Gewonnen                  | Gelijk                    | Verloren                  | Punten                    | Doelpunten voor           | Doelpunten tegen          | Seizoenen                 |                           |
| -------------------------------------- | ------------------------- | ------------------------- | ------------------------- | ------------------------- | ------------------------- | ------------------------- | ------------------------- | ------------------------- |
| 94                                     | 26                        | 22                        | 46                        | 100                       | 113                       | 185                       | 3                         |                           |
| Bijgewerkt tot en met seizoen 2020/21. |                           |                           |                           |                           |                           |                           |                           |                           |

### Eerste divisie
| FC Emmen in de Eerste divisie          | FC Emmen in de Eerste divisie | FC Emmen in de Eerste divisie | FC Emmen in de Eerste divisie | FC Emmen in de Eerste divisie | FC Emmen in de Eerste divisie | FC Emmen in de Eerste divisie | FC Emmen in de Eerste divisie | FC Emmen in de Eerste divisie |
| Wedstrijden                            | Gewonnen                      | Gelijk                        | Verloren                      | Punten (2 puntensysteem)      | Doelpunten voor               | Doelpunten tegen              | Seizoenen                     |                               |
| -------------------------------------- | ----------------------------- | ----------------------------- | ----------------------------- | ----------------------------- | ----------------------------- | ----------------------------- | ----------------------------- | ----------------------------- |
| 1214                                   | 451                           | 308                           | 454                           | 1661 (1210)                   | 1785                          | 2001                          | 34                            |                               |
| Bijgewerkt tot en met seizoen 2021/22. |                               |                               |                               |                               |                               |                               |                               |                               |

### Seizoensoverzichten
| Resultaten van FC Emmen sinds de toetreding in het betaald voetbal in 1985 | Resultaten van FC Emmen sinds de toetreding in het betaald voetbal in 1985 | Resultaten van FC Emmen sinds de toetreding in het betaald voetbal in 1985 | Resultaten van FC Emmen sinds de toetreding in het betaald voetbal in 1985 | Resultaten van FC Emmen sinds de toetreding in het betaald voetbal in 1985 | Resultaten van FC Emmen sinds de toetreding in het betaald voetbal in 1985 | Resultaten van FC Emmen sinds de toetreding in het betaald voetbal in 1985 | Resultaten van FC Emmen sinds de toetreding in het betaald voetbal in 1985 | Resultaten van FC Emmen sinds de toetreding in het betaald voetbal in 1985 | Resultaten van FC Emmen sinds de toetreding in het betaald voetbal in 1985 | Resultaten van FC Emmen sinds de toetreding in het betaald voetbal in 1985 | Resultaten van FC Emmen sinds de toetreding in het betaald voetbal in 1985 | Resultaten van FC Emmen sinds de toetreding in het betaald voetbal in 1985                                                        |
| Seizoen                                                                    | Competitie                                                                 | Competitie                                                                 | Competitie                                                                 | Competitie                                                                 | Competitie                                                                 | Competitie                                                                 | Competitie                                                                 | Competitie                                                                 | Competitie                                                                 | Kwalificatie                                                               | KNVB beker                                                                 | Bijzonderheid |
| Seizoen                                                                    | Divisie                                                                    | GW                                                                         | W                                                                          | G                                                                          | V                                                                          | DV                                                                         | DT                                                                         | PNT                                                                        | POS                                                                        | Kwalificatie                                                               | KNVB beker                                                                 | Bijzonderheid |
| -------------------------------------------------------------------------- | -------------------------------------------------------------------------- | -------------------------------------------------------------------------- | -------------------------------------------------------------------------- | -------------------------------------------------------------------------- | -------------------------------------------------------------------------- | -------------------------------------------------------------------------- | -------------------------------------------------------------------------- | -------------------------------------------------------------------------- | -------------------------------------------------------------------------- | -------------------------------------------------------------------------- | -------------------------------------------------------------------------- | --- |
| 1985/86                                                                    | Eerste divisie                                                             | 36                                                                         | 6                                                                          | 12                                                                         | 18                                                                         | 30                                                                         | 54                                                                         | 24                                                                         | 18e                                                                        | –                                                                          | 1e ronde                                                                   | FC Emmen treedt toe tot het betaald voetbal                                                                                       |
| 1986/87                                                                    | Eerste divisie                                                             | 37                                                                         | 7                                                                          | 12                                                                         | 17                                                                         | 41                                                                         | 59                                                                         | 26                                                                         | 16e                                                                        | –                                                                          | 1e ronde                                                                   | – |
| 1987/88                                                                    | Eerste divisie                                                             | 36                                                                         | 5                                                                          | 12                                                                         | 17                                                                         | 29                                                                         | 59                                                                         | 22                                                                         | 18e                                                                        | –                                                                          | 1e ronde                                                                   | – |
| 1988/89                                                                    | Eerste divisie                                                             | 36                                                                         | 9                                                                          | 2                                                                          | 25                                                                         | 39                                                                         | 91                                                                         | 20                                                                         | 18e                                                                        | –                                                                          | 1e ronde                                                                   | – |
| 1989/90                                                                    | Eerste divisie                                                             | 36                                                                         | 13                                                                         | 12                                                                         | 11                                                                         | 53                                                                         | 47                                                                         | 38                                                                         | 6e                                                                         | Nacompetitie                                                               | Kwartfinale                                                                | Promotiewedstrijden tegen SC Heracles '74 (2–0 & 3–1), FC Wageningen (2–0 & 0–4), sc Heerenveen (1–0 & 0–2) en N.E.C. (1–2 & 0–0) |
| 1990/91                                                                    | Eerste divisie                                                             | 38                                                                         | 10                                                                         | 16                                                                         | 12                                                                         | 54                                                                         | 67                                                                         | 36                                                                         | 12e                                                                        | –                                                                          | 2e ronde                                                                   | – |
| 1991/92                                                                    | Eerste divisie                                                             | 38                                                                         | 8                                                                          | 13                                                                         | 17                                                                         | 37                                                                         | 56                                                                         | 29                                                                         | 18e                                                                        | –                                                                          | 4e ronde                                                                   | – |
| 1992/93                                                                    | Eerste divisie                                                             | 34                                                                         | 9                                                                          | 9                                                                          | 16                                                                         | 44                                                                         | 66                                                                         | 27                                                                         | 12e                                                                        | –                                                                          | 3e ronde                                                                   | – |
| 1993/94                                                                    | Eerste divisie                                                             | 34                                                                         | 14                                                                         | 8                                                                          | 12                                                                         | 49                                                                         | 58                                                                         | 36                                                                         | 9e                                                                         | –                                                                          | 3e ronde                                                                   | – |
| 1994/95                                                                    | Eerste divisie                                                             | 34                                                                         | 13                                                                         | 9                                                                          | 12                                                                         | 56                                                                         | 61                                                                         | 35                                                                         | 10e                                                                        | –                                                                          | Groepsfase                                                                 | – |
| 1995/96                                                                    | Eerste divisie                                                             | 34                                                                         | 18                                                                         | 13                                                                         | 3                                                                          | 71                                                                         | 39                                                                         | 67                                                                         | 2e                                                                         | Nacompetitie                                                               | Groepsfase                                                                 | Promotiewedstrijden tegen Cambuur Leeuwarden (4–0 & 1–0), N.E.C. (2–3 & 1–3) en BV Veendam (2–1 & 0–1)                            |
| 1996/97                                                                    | Eerste divisie                                                             | 34                                                                         | 18                                                                         | 9                                                                          | 7                                                                          | 58                                                                         | 36                                                                         | 63                                                                         | 3e                                                                         | Nacompetitie                                                               | 2e ronde                                                                   | Promotiewedstrijden tegen ADO Den Haag (1–1 & 2–2), FC Eindhoven (1–4 & 2–2) en RKC Waalwijk (3–3 & 2–3)                          |
| 1997/98                                                                    | Eerste divisie                                                             | 34                                                                         | 18                                                                         | 7                                                                          | 9                                                                          | 64                                                                         | 45                                                                         | 61                                                                         | 3e                                                                         | Nacompetitie                                                               | 2e ronde                                                                   | Promotiewedstrijden tegen ADO Den Haag (1–1 & 1–0), RKC Waalwijk (4–5 & 0–2) en FC Zwolle (2–1 & 0–1)                             |
| 1998/99                                                                    | Eerste divisie                                                             | 34                                                                         | 19                                                                         | 4                                                                          | 11                                                                         | 53                                                                         | 37                                                                         | 61                                                                         | 3e                                                                         | Nacompetitie                                                               | Kwartfinale                                                                | Promotiewedstrijden tegen Dordrecht '90 (5–3 & 1–2), RKC Waalwijk (0–1 & 2–4) en FC Zwolle (1–3 & 1–2)                            |
| 1999/00                                                                    | Eerste divisie                                                             | 34                                                                         | 18                                                                         | 4                                                                          | 12                                                                         | 53                                                                         | 45                                                                         | 58                                                                         | 5e                                                                         | Nacompetitie                                                               | 2e ronde                                                                   | Promotiewedstrijden tegen FC Groningen (0–1 & 0–5), Heracles Almelo (2–1 & 1–1) en MVV (2–2 & 3–0)                                |
| 2000/01                                                                    | Eerste divisie                                                             | 34                                                                         | 11                                                                         | 8                                                                          | 15                                                                         | 53                                                                         | 64                                                                         | 41                                                                         | 11e                                                                        | –                                                                          | 2e ronde                                                                   | – |
| 2001/02                                                                    | Eerste divisie                                                             | 34                                                                         | 17                                                                         | 8                                                                          | 9                                                                          | 53                                                                         | 43                                                                         | 59                                                                         | 5e                                                                         | Nacompetitie                                                               | 3e ronde                                                                   | Promotiewedstrijden tegen FC Den Bosch (0–3 & 1–3), Cambuur Leeuwarden (5–1 & 2–4) en RBC Roosendaal (0–2 & 2–2)                  |
| 2002/03                                                                    | Eerste divisie                                                             | 34                                                                         | 23                                                                         | 6                                                                          | 5                                                                          | 66                                                                         | 33                                                                         | 75                                                                         | 2e                                                                         | Nacompetitie                                                               | 2e ronde                                                                   | Promotiewedstrijden tegen SBV Excelsior (1–0 & 1–2), Heracles Almelo (0–1 & 2–1) en FC Volendam (2–0 & 0–2)                       |
| 2003/04                                                                    | Eerste divisie                                                             | 36                                                                         | 17                                                                         | 10                                                                         | 9                                                                          | 65                                                                         | 54                                                                         | 61                                                                         | 8e                                                                         | –                                                                          | 2e ronde                                                                   | – |
| 2004/05                                                                    | Eerste divisie                                                             | 36                                                                         | 7                                                                          | 9                                                                          | 20                                                                         | 38                                                                         | 71                                                                         | 30                                                                         | 19e                                                                        | –                                                                          | 3e ronde                                                                   | – |
| 2005/06                                                                    | Eerste divisie                                                             | 38                                                                         | 18                                                                         | 6                                                                          | 14                                                                         | 68                                                                         | 56                                                                         | 60                                                                         | 6e                                                                         | –                                                                          | 3e ronde                                                                   | – |
| 2006/07                                                                    | Eerste divisie                                                             | 38                                                                         | 13                                                                         | 9                                                                          | 16                                                                         | 59                                                                         | 65                                                                         | 48                                                                         | 11e                                                                        | –                                                                          | 3e ronde                                                                   | – |
| 2007/08                                                                    | Eerste divisie                                                             | 38                                                                         | 14                                                                         | 11                                                                         | 13                                                                         | 61                                                                         | 74                                                                         | 53                                                                         | 9e                                                                         | –                                                                          | 2e ronde                                                                   | – |
| 2008/09                                                                    | Eerste divisie                                                             | 38                                                                         | 13                                                                         | 8                                                                          | 17                                                                         | 48                                                                         | 66                                                                         | 47                                                                         | 13e                                                                        | –                                                                          | 2e ronde                                                                   | – |
| 2009/10                                                                    | Eerste divisie                                                             | 36                                                                         | 10                                                                         | 8                                                                          | 18                                                                         | 51                                                                         | 79                                                                         | 38                                                                         | 15e                                                                        | –                                                                          | 3e ronde                                                                   | – |
| 2010/11                                                                    | Eerste divisie                                                             | 34                                                                         | 8                                                                          | 11                                                                         | 15                                                                         | 49                                                                         | 65                                                                         | 35                                                                         | 13e                                                                        | –                                                                          | 3e ronde                                                                   | – |
| 2011/12                                                                    | Eerste divisie                                                             | 34                                                                         | 6                                                                          | 5                                                                          | 23                                                                         | 24                                                                         | 73                                                                         | 17*                                                                        | 18e                                                                        | –                                                                          | 2e ronde                                                                   | FC Emmen kreeg zes punten in mindering                                                                                            |
| 2012/13                                                                    | Eerste divisie                                                             | 30                                                                         | 8                                                                          | 8                                                                          | 14                                                                         | 38                                                                         | 52                                                                         | 32                                                                         | 12e                                                                        | –                                                                          | 3e ronde                                                                   | – |
| 2013/14                                                                    | Eerste divisie                                                             | 38                                                                         | 14                                                                         | 9                                                                          | 15                                                                         | 64                                                                         | 68                                                                         | 51                                                                         | 12e                                                                        | –                                                                          | 3e ronde                                                                   | – |
| 2014/15                                                                    | Eerste divisie                                                             | 38                                                                         | 19                                                                         | 10                                                                         | 9                                                                          | 88                                                                         | 57                                                                         | 67                                                                         | 4e                                                                         | Nacompetitie                                                               | 3e ronde                                                                   | Promotiewedstrijden tegen Roda JC Kerkrade (0–1 & 2–2)                                                                            |
| 2015/16                                                                    | Eerste divisie                                                             | 36                                                                         | 15                                                                         | 6                                                                          | 15                                                                         | 58                                                                         | 57                                                                         | 51                                                                         | 7e                                                                         | Nacompetitie                                                               | 3e ronde                                                                   | Promotiewedstrijden tegen Almere City FC (1–4 & 1–4)                                                                              |
| 2016/17                                                                    | Eerste divisie                                                             | 38                                                                         | 14                                                                         | 13                                                                         | 11                                                                         | 50                                                                         | 40                                                                         | 55                                                                         | 9e                                                                         | Nacompetitie                                                               | 2e ronde                                                                   | Promotiewedstrijden tegen RKC Waalwijk (5–1 & 0–1) en N.E.C. (1–3 & 0–1)                                                          |
| 2017/18                                                                    | Eerste divisie                                                             | 38                                                                         | 14                                                                         | 16                                                                         | 8                                                                          | 58                                                                         | 50                                                                         | 58                                                                         | 7e                                                                         | Nacompetitie                                                               | 1e ronde                                                                   | Gepromoveerd naar de eredivisie na promotiewedstrijden tegen N.E.C. (4–0 & 1–4) en Sparta Rotterdam (0–0 & 3–1)                   |
| 2018/19                                                                    | Eredivisie                                                                 | 34                                                                         | 10                                                                         | 8                                                                          | 16                                                                         | 41                                                                         | 72                                                                         | 38                                                                         | 14e                                                                        | –                                                                          | 2e ronde                                                                   | FC Emmen komt voor het eerst in haar bestaan uit in de Eredivisie                                                                 |
| 2019/20                                                                    | Eredivisie                                                                 | 26                                                                         | 9                                                                          | 5                                                                          | 12                                                                         | 32                                                                         | 45                                                                         | 32                                                                         | 12e                                                                        | –                                                                          | 2e ronde                                                                   | Onvolledig seizoen (26 wedstrijden) in verband met coronacrisis                                                                   |
| 2020/21                                                                    | Eredivisie                                                                 | 34                                                                         | 7                                                                          | 9                                                                          | 18                                                                         | 40                                                                         | 68                                                                         | 30                                                                         | 16e                                                                        | Nacompetitie                                                               | Achtste finales                                                            | In halve finales play-offs uitgeschakeld door NAC Breda (1-1 n.p.). Na drie seizoenen gedegradeerd.                               |
| 2021/22                                                                    | Eerste divisie                                                             | 38                                                                         | 26                                                                         | 5                                                                          | 7                                                                          | 64                                                                         | 24                                                                         | 83                                                                         |                                                                            | Kampioen                                                                   | 2e ronde                                                                   | Rechtstreekse promotie |
| 2022/23                                                                    | Eredivisie                                                                 | 34                                                                         | 6                                                                          | 10                                                                         | 18                                                                         | 33                                                                         | 65                                                                         | 28                                                                         | 16e                                                                        | Nacompetitie                                                               | Achtste finales                                                            | Degradatie na verlies in finale play-offs tegen Almere City (2-0 & 1-2).                                                          |
| 2023/24                                                                    | Eerste divisie                                                             | 38                                                                         | 17                                                                         | 6                                                                          | 15                                                                         | 59                                                                         | 60                                                                         | 57                                                                         | 7e                                                                         | Nacompetitie                                                               | 1e ronde                                                                   | Promotiewedstrijden tegen FC Dordrecht (2-2, 1-0) en NAC Breda (1-1, 0-3)                                                         |

## Clubrecords
Hier worden verschillende clubrecords van FC Emmen vermeld, op het gebied van competitie- en wedstrijdresultaten, toeschouwersaantallen en transfers. Tenzij anders aangegeven, zijn de clubrecords gebaseerd op competitiewedstrijden in het betaald voetbal. Competitierecords uit het (in verband met de coronacrisis niet volledig gespeelde) seizoen 2019/20 zijn niet opgenomen in dit overzicht.

### Eredivisie

#### Competitie
| Records                                |               |
| -------------------------------------- | ------------- |
| Hoogste eindklassering                 | 14e (2018/19) |
| Laagste eindklassering                 | 16e (2020/21) |
| Meeste doelpunten voor in één seizoen  | 41 (2018/19)  |
| Minste doelpunten voor in één seizoen  | 40 (2020/21)  |
| Meeste doelpunten tegen in één seizoen | 72 (2018/19)  |
| Minste doelpunten tegen in één seizoen | 68 (2020/21)  |

#### Wedstrijden
| Records                       |                                              |
| ----------------------------- | -------------------------------------------- |
| Grootste overwinning          | VVV Venlo - FC Emmen 0-4 (16 mei 2021)       |
| Grootste nederlaag            | PSV - FC Emmen 6-0 (20 september 2018)       |
| Meest doelpuntrijke wedstrijd | FC Emmen - VVV-Venlo 3-5 (13 september 2020) |
| Serie ongeslagen              | 8 (1x 2020/21)                               |
| Serie overwinningen           | 3 (2020/21)                                  |
| Serie nederlagen              | 6 (2020/21)                                  |
| Serie zonder tegendoelpunten  | 2 (2019/20)                                  |
| Serie zonder zelf te scoren   | 5 (1x 2020/21)                               |

### Eerste divisie

#### Competitie
| Records                                |               |
| -------------------------------------- | ------------- |
| Hoogste eindklassering                 | 1e (2021/22)  |
| Laagste eindklassering                 | 19e (2004/05) |
| Meeste doelpunten voor in één seizoen  | 88 (2014/15)  |
| Minste doelpunten voor in één seizoen  | 24 (2011/12)  |
| Meeste doelpunten tegen in één seizoen | 91 (1988/89)  |
| Minste doelpunten tegen in één seizoen | 24 (2021/22)  |

#### Wedstrijden
| Records                       | |
| ----------------------------- | --- |
| Grootste overwinning          | Officiële wedstrijd: Fortuna Sittard - FC Emmen 1-8 (31 oktober 2014) Onofficiële wedstrijd: VV SETA - FC Emmen 0-28 (3 juli 2012) |
| Grootste nederlaag            | FC Oss - FC Emmen 8-0 (14 maart 2014)                                                                                              |
| Meest doelpuntrijke wedstrijd | FC Emmen - Almere City FC 5-6 (26 februari 2016)                                                                                   |
| Serie ongeslagen              | 17 (1995/96) |
| Serie overwinningen           | 7 (1995/96, 1997/98, 1998/99) |
| Serie nederlagen              | 11 (2011/12) |
| Serie zonder tegendoelpunten  | 5 (2002/03) |
| Serie zonder zelf te scoren   | 9 (2011/12) |

### Toeschouwersaantallen
| Records                        |                                                                                               |
| ------------------------------ | --------------------------------------------------------------------------------------------- |
| Hoogste toeschouwersaantal     | 9267 (FC Emmen - BV Veendam, 1985/86) Nacompetitie: 10000 (FC Emmen - sc Heerenveen, 1989/90) |
| Laagste toeschouwersaantal     | 900 (FC Emmen - FC Eindhoven, 1992/93)                                                        |
| Hoogste toeschouwersgemiddelde | Eredivisie: 8256 (2018/19) Eerste divisie: 7280 (2021/22)                                     |
| Laagste toeschouwersgemiddelde | 1675 (1988/89)                                                                                |

### Transfers
| Records                                      | |
| -------------------------------------------- | --- |
| Duurste aankopen ooit                        | Marko Kolar - € 500.000 (Wisła Kraków) Simon Tibbling - € 350.000 (Brøndby IF)                                                                     |
| Duurste verkopen ooit                        | Kjell Scherpen - € 2.000.000 (Ajax) Jelle ten Rouwelaar - fl 3.000.000 / € 1.300.000 (PSV) Sergio Peña - € 2.000.000 (Malmö FF)                    |
| Duurste transfers van speler uit eigen jeugd | Jürgen Locadia - € 17.000.000 (van PSV naar Brighton & Hove Albion FC) Bas Dost - € 11.850.000 (van VfL Wolfsburg naar Sporting Clube de Portugal) |

Gegevens bijgewerkt tot en met 22 mei 2022.

## Spelersrecords
Hier worden verschillende clubrecords van FC Emmen vermeld, op het gebied van spelers en -records.

### Meeste duels gespeeld
De volgende spelers speelden meer dan 100 officiële duels voor FC Emmen.
| Naam                 | Competitie | Beker | Nacompetitie | Totaal |
| -------------------- | ---------- | ----- | ------------ | ------ |
| Michel van Oostrum   | 275        | 32    | 32           | 339    |
| René Grummel         | 229        | 25    | 22           | 276    |
| Jan de Jonge         | 238        | 19    | 13           | 270    |
| Theo Migchelsen      | 208        | 27    | 26           | 261    |
| Joseph Oosting       | 231        | 18    | 7            | 256    |
| Roy Stroeve          | 203        | 15    | 14           | 232    |
| Alfons Arts          | 180        | 23    | 20           | 223    |
| Jannes Wolters       | 181        | 16    | 17           | 214    |
| Frank Veldwijk       | 189        | 11    | 10           | 210    |
| Marco de Haan        | 180        | 18    | 7            | 205    |
| Martin Drent         | 165        | 17    | 22           | 204    |
| Henk Schokker        | 179        | 8     | 7            | 194    |
| Etienne Barmentloo   | 150        | 20    | 20           | 190    |
| Ben Haverkort        | 169        | 13    | 6            | 188    |
| Peter Uneken         | 153        | 19    | 10           | 182    |
| Tim Siekman          | 162        | 9     | 8            | 179    |
| Jan Haak             | 158        | 9     | 7            | 174    |
| Alexander Bannink    | 157        | 6     | 9            | 172    |
| Dennis Telgenkamp    | 147        | 8     | 10           | 165    |
| Mika Nurmela         | 122        | 14    | 23           | 159    |
| Kevin Görtz          | 155        | 4     | 0            | 159    |
| Wim Volkerink        | 141        | 10    | 7            | 158    |
| Nick Bakker          | 128        | 1     | 1            | 144    |
| Cees Spaans          | 131        | 5     | 5            | 141    |
| Marc Hegeman         | 114        | 11    | 15           | 140    |
| Patrick Bosch        | 121        | 10    | 7            | 138    |
| Keziah Veendorp      | 125        | 8     | 4            | 137    |
| Frank Karreman       | 125        | 9     | 0            | 134    |
| Jan van Raalte       | 103        | 14    | 14           | 131    |
| Glenn Bijl           | 117        | 7     | 5            | 129    |
| Roel Smand           | 116        | 6     | 7            | 129    |
| Frank Olijve         | 112        | 5     | 8            | 125    |
| Kristoffer Johannsen | 98         | 13    | 13           | 124    |
| Cas Peters           | 111        | 4     | 9            | 124    |
| Henri Meijerman      | 101        | 11    | 10           | 122    |
| Sergio van Dijk      | 110        | 6     | 0            | 116    |
| Yurtcan Kayis        | 94         | 10    | 10           | 114    |
| Gerard Kocks         | 86         | 12    | 15           | 113    |
| Rudolf Metz          | 101        | 4     | 5            | 110    |
| Grads Fühler         | 104        | 2     | 0            | 106    |
| Rick Slor            | 84         | 12    | 10           | 106    |
| Geoffrey Verweij     | 103        | 3     | 0            | 106    |
| Sander Rozema        | 95         | 8     | 2            | 105    |
| Robert van Westerop  | 100        | 5     | 0            | 105    |
| Bart de Groot        | 100        | 4     | 0            | 104    |
| Michael Chacón       | 95         | 5     | 4            | 104    |
| Erwin Leurink        | 82         | 10    | 10           | 102    |
| Mark Zegerius        | 94         | 6     | 2            | 102    |
| Ebel Bos             | 97         | 3     | 0            | 100    |
| Lesmond Prinsen      | 94         | 6     | 0            | 100    |

Gegevens bijgewerkt tot en met seizoen 2021/22.

### Topscorers aller tijden
De volgende spelers maakten 20 of meer officiële doelpunten voor FC Emmen.
| Naam               | Competitie | Beker | Nacompetitie | Totaal |
| ------------------ | ---------- | ----- | ------------ | ------ |
| Michel van Oostrum | 148        | 22    | 16           | 186    |
| Jan de Jonge       | 92         | 5     | 3            | 100    |
| Roy Stroeve        | 61         | 5     | 5            | 71     |
| Cas Peters         | 54         | 2     | 0            | 56     |
| Martin Drent       | 43         | 4     | 6            | 53     |
| Alexander Bannink  | 43         | 3     | 4            | 50     |
| Sergio van Dijk    | 40         | 1     | 0            | 41     |
| Ruud ter Heide     | 40         | 0     | 0            | 40     |
| Mourad Mghizrat    | 37         | 1     | 0            | 38     |
| Joseph Oosting     | 31         | 7     | 0            | 38     |
| Rudolf Metz        | 32         | 1     | 3            | 36     |
| Peter Hofstede     | 31         | 3     | 1            | 35     |
| René Grummel       | 25         | 5     | 3            | 33     |
| Niki Leferink      | 29         | 4     | 0            | 33     |
| Donny de Groot     | 30         | 1     | 1            | 32     |
| Michael de Leeuw   | 25         | 3     | 0            | 28     |
| Roland Bergkamp    | 26         | 1     | 0            | 27     |
| Mika Nurmela       | 19         | 1     | 3            | 23     |
| Paul Weerman       | 16         | 4     | 3            | 23     |
| Henri Meijerman    | 17         | 4     | 0            | 21     |
| Wout Weghorst      | 19         | 1     | 0            | 20     |

Gegevens bijgewerkt tot en met seizoen 2021/22.

### Topscorers per seizoen
- 1985/86 :  Henry Pelleboer (8)
- 1986/87 :  Rudolf Metz (15)
- 1987/88 :  Gerrie Schaap (6)
- 1988/89 :  Willem Brouwer (13)
- 1989/90 :  Jan de Jonge (16)
- 1990/91 :  Michel van Oostrum (24)
- 1991/92 :  Jan de Jonge (13)
- 1992/93 :  Jan de Jonge (14)
- 1993/94 :  Jan de Jonge (14)
- 1994/95 :  Martin Drent &  Antti Sumiala (9)
- 1995/96 :  Michel van Oostrum (26) *
- 1996/97 :  Michel van Oostrum (25) *
- 1997/98 :  Michel van Oostrum (18)
- 1998/99 :  Michel van Oostrum (11)
- 1999/00 :  Peter Hofstede &  Michel van Oostrum (13)
- 2000/01 :  Peter Hofstede (14)
- 2001/02 :  Paul Weerman (14)
- 2002/03 :  Donny de Groot (30) *
- 2003/04 :  Dirk Jan Derksen (14)

- 2004/05 :  Niki Leferink (11)
- 2005/06 :  Sergio van Dijk &  Mourad Mghizrat (18)
- 2006/07 :  Sergio van Dijk (12)
- 2007/08 :  Roy Stroeve &  Morten Friis (12)
- 2008/09 :  Roy Stroeve (13)
- 2009/10 :  Hans Denissen &  Ruud ter Heide (12)
- 2010/11 :  Ruud ter Heide (15)
- 2011/12 :  Ruud ter Heide (5)
- 2012/13 :  Ruud ter Heide &  Wout Weghorst (8)
- 2013/14 :  Roland Bergkamp (14)
- 2014/15 :  Cas Peters (23)
- 2015/16 :  Erixon Danso (14)
- 2016/17 :  Cas Peters (14)
- 2017/18 :  Cas Peters (17)
- 2018/19 :  Anco Jansen (5)
- 2019/20 :  Michael de Leeuw (9) **
- 2020/21 :  Michael de Leeuw (13)
- 2021/22 :  Rui Mendes (15)
- 2022/23 :  Ole Romeny (11)

* Tevens topscorer van de eerste divisie.

** Onvolledig seizoen (26 wedstrijden) in verband met coronacrisis.

### Overige spelersrecords
| Records                                               |                                                                |
| ----------------------------------------------------- | -------------------------------------------------------------- |
| Langste reeks officiële wedstrijden volledig gespeeld | Harm Zeinstra - 96 (18 oktober 2009 tot 27 april 2012)         |
| Jongste debutant ooit                                 | Dave Padding - 8 november 2013, 16 jaar, 11 maanden en 8 dagen |
| Eerste officiële doelpunt                             | Cees Spaans - 25 augustus 1985 (RBC - FC Emmen)                |
| Honderdste officiële doelpunt                         | Grads Fühler - 12 mei 1988 (FC Emmen - RBC)                    |
| Duizendste officiële doelpunt                         | Niki Leferink - 4 april 2005 (FC Emmen - Go Ahead Eagles)      |
| Eerste eredivisiedoelpunt                             | Glenn Bijl - 12 augustus 2018 (ADO Den Haag - FC Emmen)        |

### Internationals
Onderstaande spelers hebben voor, na of tijdens hun loopbaan bij FC Emmen één of meerdere wedstrijden gespeeld voor het nationale elftal van hun land.

#### Officiële interlands
| Internationals       | Internationals               | Internationals          | Internationals | Internationals |
| Speler               | Land                         | Interlands (doelpunten) | Bij FC Emmen   | Periode        |
| -------------------- | ---------------------------- | ----------------------- | -------------- | -------------- |
| Alami Ahannach       | Marokko                      | 1 (0)                   | 0 (0)          | 1996           |
| Anmar Almubaraki     | Irak                         | 1 (0)                   | 0 (0)          | 2011           |
| Miguel Araujo        | Peru                         | 22 (0)                  | 5 (0)          | 2014-heden     |
| Jafar Arias          | Curaçao                      | 7 (0)                   | 7 (0)          | 2019-heden     |
| Jasin-Amin Assehnoun | Finland                      | 2 (0)                   | 1 (0)          | 2021-heden     |
| Donis Avdijaj        | Kosovo                       | 6 (2)                   | 0 (0)          | 2017-2018      |
| Christy Bonevacia    | Curaçao                      | 6 (0)                   | 0 (0)          | 2011           |
| Erixon Danso         | Aruba                        | 6 (2)                   | 2 (2)          | 2015-2018      |
| Boy Deul             | Nederlandse Antillen Curaçao | 2 (0) 2 (0)             | 0 (0) 0 (0)    | 2009 2010      |
| Sergio van Dijk      | Indonesië                    | 5 (0)                   | 0 (0)          | 2013-2015      |
| Bas Dost             | Nederland                    | 18 (1)                  | 0 (0)          | 2015-2018      |
| Kerim Frei           | Turkije                      | 5 (0)                   | 0 (0)          | 2012-2016      |
| Reza Ghoochannejhad  | Iran                         | 43 (17)                 | 0 (0)          | 2012-2018      |
| Antti Heinola        | Finland                      | 12 (0)                  | 4 (0)          | 1994-2001      |
| Jeredy Hilterman     | Suriname                     | 1 (0)                   | 0 (0)          | 2022           |
| Anton Jongsma        | Nederlandse Antillen Curaçao | 4 (1) 5 (1)             | 0 (0) 0 (0)    | 2008 2011      |
| Issa Kallon          | Sierra Leone                 | 3 (0)                   | 0 (0)          | 2022-heden     |
| Josimar Lima         | Kaapverdië                   | 4 (0)                   | 0 (0)          | 2010-2014      |
| Mika Lipponen        | Finland                      | 46 (11)                 | 0 (0)          | 1983-1991      |
| Viktor Maier         | Kirgizië                     | 21 (1)                  | 5 (0)          | 2015-heden     |
| Norair Mamedov       | Armenië                      | 8 (0)                   | 2 (0)          | 2013-2015      |
| Quenten Martinus     | Curaçao                      | 8 (1)                   | 0 (0)          | 2015-2018      |
| Tim Matavž           | Slovenië                     | 39 (11)                 | 0 (0)          | 2010-heden     |
| Marko Meerits        | Estland                      | 13 (0)                  | 2 (0)          | 2010-heden     |
| Shkodran Metaj       | Kosovo                       | 3 (0)                   | 2 (0)          | 2014           |
| Mourad Mghizrat      | Marokko                      | 1 (0)                   | 0 (0)          | 1997           |
| Mika Nurmela         | Finland                      | 71 (5)                  | 4 (0)          | 1992-2007      |
| Rahim Ouédraogo      | Burkina Faso                 | 15 (1)                  | 0 (0)          | 1999-2004      |
| Nicklas Pedersen     | Denemarken                   | 13 (1)                  | 0 (0)          | 2010-2013      |
| Sergio Peña          | Peru                         | 27 (3)                  | 8 (1)          | 2017-heden     |
| Qays Shayesteh       | Afghanistan                  | 2 (0)                   | 2 (0)          | 2011           |
| Antti Sumiala        | Finland                      | 36 (9)                  | 5 (1)          | 1992-2004      |
| Simon Tibbling       | Zweden                       | 1 (0)                   | 0 (0)          | 2019           |
| Joos Valgaeren       | België                       | 19 (0)                  | 0 (0)          | 2000-2003      |
| Wout Weghorst        | Nederland                    | 12 (2)                  | 0 (0)          | 2018-heden     |
| Angelo Zimmerman     | Nederlandse Antillen Curaçao | 5 (1) 2 (1)             | 0 (0) 0 (0)    | 2008 2011      |

#### Onofficiële interlands
| Buitenlandse internationals | Buitenlandse internationals | Buitenlandse internationals | Buitenlandse internationals | Buitenlandse internationals |
| Speler                      | Land                        | Interlands (doelpunten)     | Bij FC Emmen                | Periode                     |
| --------------------------- | --------------------------- | --------------------------- | --------------------------- | --------------------------- |
| Matthieu Bemba              | Guadeloupe                  | 6 (0)                       | 0 (0)                       | 2010-2014                   |

Gegevens bijgewerkt tot en met 8 juni 2021.